# Temporallap
Temporallappen, Latin: lobus temporalis, er et område i hjernen, placeret under frontallappen og isselappen. Temporallappen har en bred vifte af funktioner, herunder med behandlingen af visuelle stimuli (såsom analysering af ansigter), hukommelse, følelsesmæssige processer, lugt og hørelse.
For højrehåndede ligger forståelsen i venstre temporallap og parietallap i hjernen. I temporallappen er hippocampus, der er uundværlig for lagring af hukommelsen og amygdala, der har funktioner relateret til følelsesmæssig regulering.
| Anatomi | Spire Denne artikel om anatomi er en spire som bør udbygges. Du er velkommen til at hjælpe Wikipedia ved at udvide den. |